# دبليو. إتش تورنر
دبليو. إتش تورنر (بالإنجليزية: W. H. Turner)‏ هو سائق سيارة سباق ومهندس أمريكي، ولد في 30 أغسطس 1877 في تورونتو في كندا، وتوفي في 11 مايو 1917 في دنفر في الولايات المتحدة.

## روابط خارجية
- دبليو. إتش تورنر على موقع DriverDB.com (الإنجليزية)